# Parc national d'Andringitra
Le parc national d'Andringitra est un parc national du centre-sud de Madagascar. Il a été initialement créé en 1927 en tant que réserve naturelle intégrale puis classé parc national en 1999.
Le parc national abrite le pic Boby, le plus haut sommet accessible de Madagascar.
C'est l’un des six parcs classés, en 2007, au patrimoine naturel mondial des forêts humides de l’Atsinanana.
La gestion du parc national d'Andringitra a été accordé à Madagascar National Parks. Une partie de son financement est assurée par la Fondation pour les aires protégées et la biodiversité de Madagascar.

## Biodiversité
On décompte à ce jour dans ce parc national plus de 190 espèces d’insectes, plus de cent espèces d’oiseaux, une cinquantaine d’espèces de lémuriens et de reptiles, ainsi que sept espèces de crustacés et plus de 70 espèces d’amphibiens.
Les espèces florales ne sont pas en reste car le parc est un véritable lieu d’observation pour les botanistes. Plus d’un millier d’espèces de plantes y sont recensées avec un fort taux d'endémisme.

## Culture
Le parc est aussi le lieu de vie du peuple Bara.
Éleveurs de bovins, ils peuvent parcourir durant plusieurs semaines les terres arides de la grande île, à la tête d’immenses troupeaux à la recherche de nouveaux lieux de pâturages. Le parc naturel, irrigué de nombreux ruisseaux est un lieu privilégié et vital pour cette ethnie.
Considérés comme d’origine Bantoue, les Bara seraient, selon l'histoire orale, les descendants d’un africain dénommé Rabiby, venu en expédition dans le sud de Madagascar avec plus d’un millier d’hommes.

## Accès
Depuis la Route nationale 7 (RN7) (vers Tuléar), bifurquer à Ambalavao ou à Tanambao (Tanambao est à environ 35 km d’Ambalavao vers Ihosy en longeant la RN7); puis sur 47 km d’Ambalavao ou 25 km de Tanambao, sur une route secondaire, praticable toute l’année, mais avec l’existence de barrière de pluie.
La route nationale peut être fermée jusqu’à 12H après une grosse pluie. Un droit de péage a été mis en place par la population locale afin d’en assurer l’entretien.
Durée approximative du trajet à partir d’Antananarivo : 10 heures de route au minimum.

## Galerie de photos

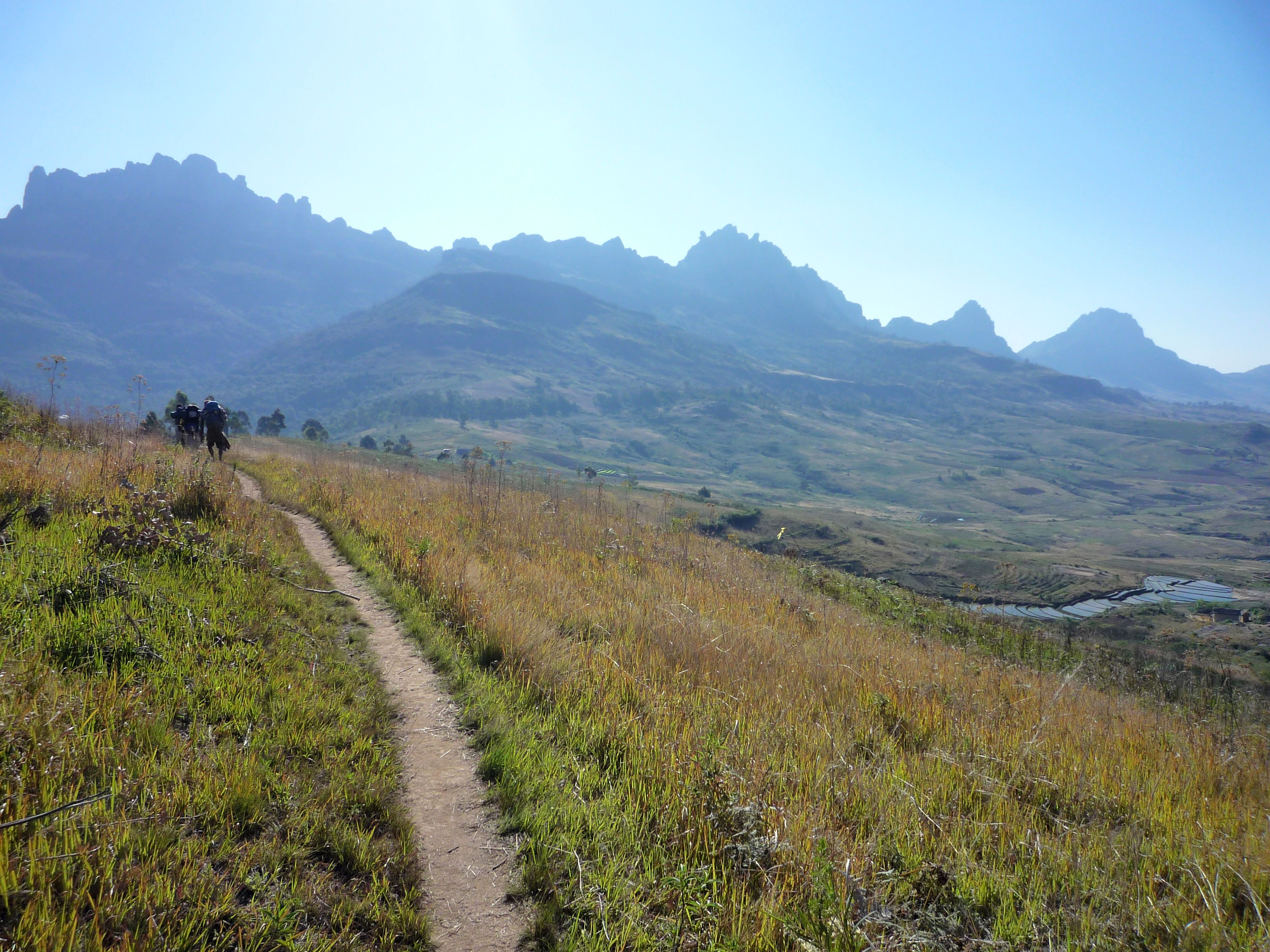
Sur un chemin de randonée, 2009
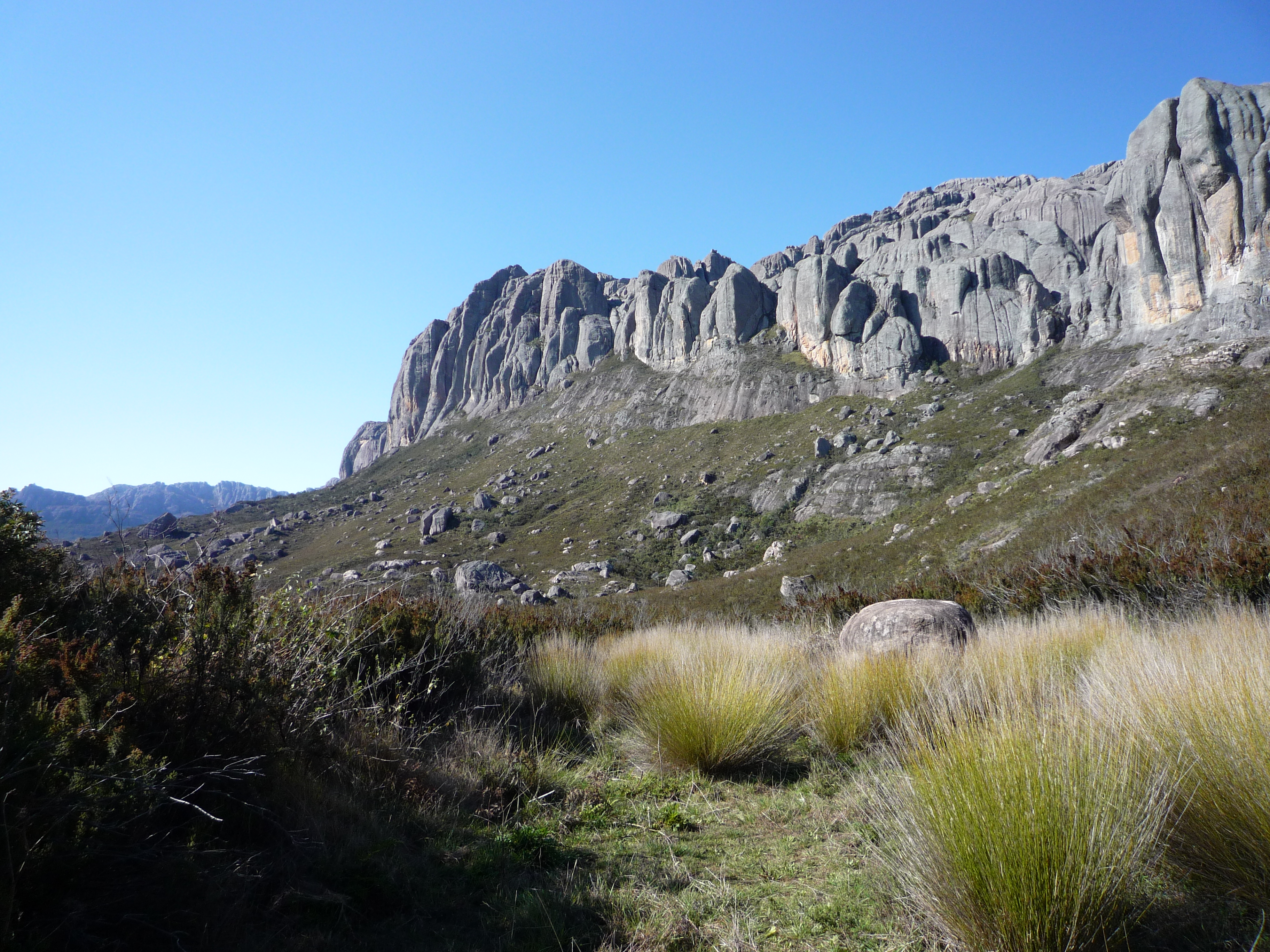
Flore et reliefs typiques, 2009
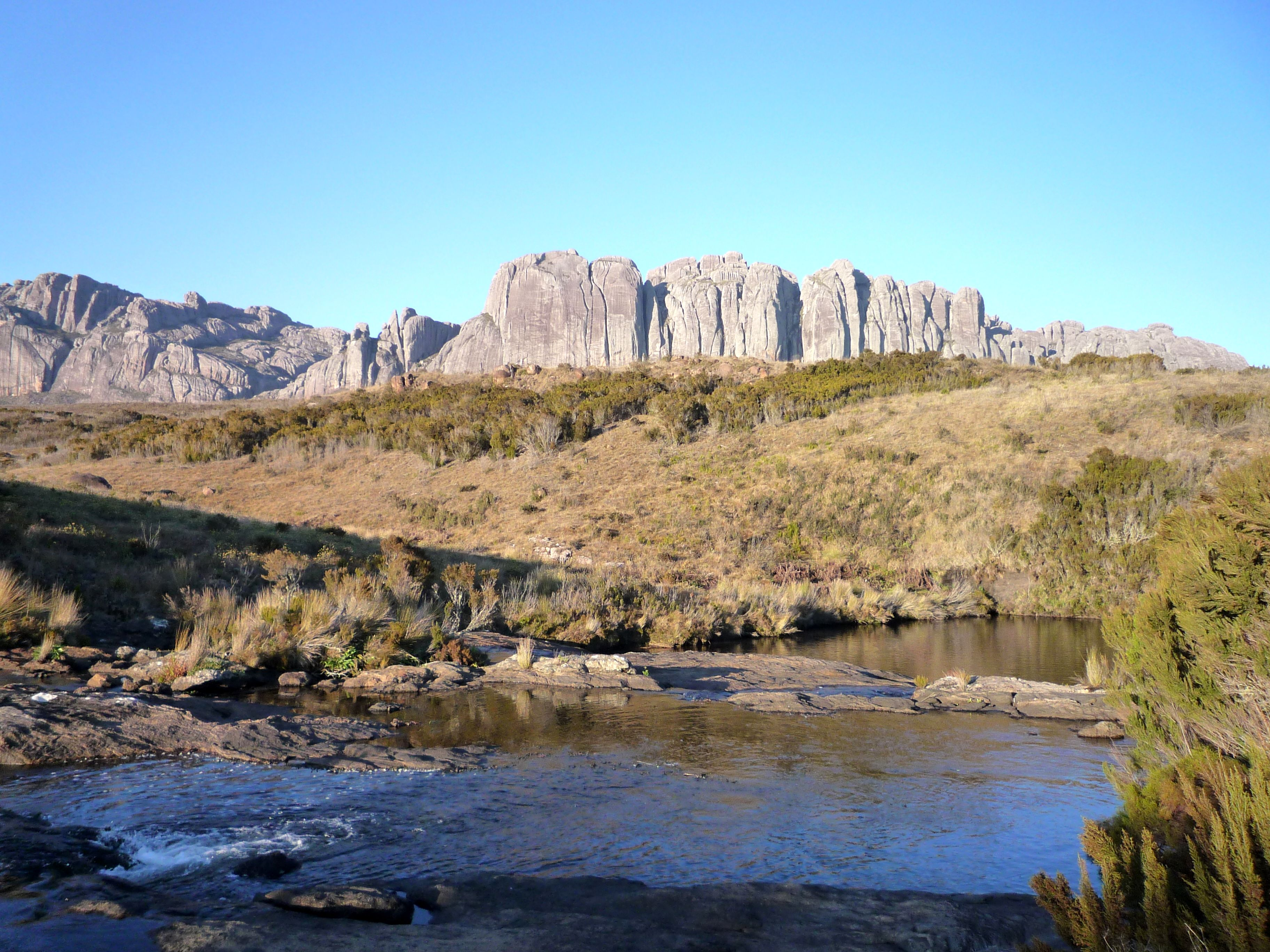
Aube sur le parc national, 2009